# Elizabethtown (Pennsylvanie)
Pour les articles homonymes, voir Elizabethtown.
Elizabethtown est un borough situé au nord-ouest du comté de Lancaster, en Pennsylvanie, aux États-Unis,. En 2010, il comptait une population de 11 545 habitants, estimée au 1er juillet 2020 à 12 112 habitants. Le borough est incorporé en 1893.
Elizabethtown est également connue en tant que " E-Town".

## Démographie
Lors du recensement de 2010, le borough comptait une population de 11 545 habitants. Elle est estimée, en 2020, à 12 112 habitants.

## Dans les médias
En 2025 Arte diffuse un documentaire de Auberi Edler Une guerre civile - Elizabethtown, USA, immersion dans la campagne d'un conseil scolaire, instance détenant le contrôle de l'éducation publique locale à l'automne 2023.